# Xã Owen, Quận Winnebago, Illinois
Xã Owen (tiếng Anh: Owen Township) là một xã thuộc quận Winnebago, tiểu bang Illinois, Hoa Kỳ. Năm 2010, dân số của xã này là 3.803 người.